# Freden i Hamburg
Freden i Hamburg var ett fredsavtal mellan Sverige och Preussen som undertecknades 22 maj 1762. Freden avslutade pommerska kriget och Sveriges deltagande i sjuåriga kriget.

## Bakgrund
Efter freden i S:t Petersburg den 5 maj 1762 mellan Preussen och Ryssland påskyndades fredsförhandlingarna mellan Preussen och Sverige. Den svenska staten var nära bankrutt och det ryska hotet att inträda i kriget på Preussens sida ledde till en hastig avslutning. Sveriges drottning Lovisa Ulrika som var den preussiske kungen Fredriks den store älskade syster, agerade fredsmäklare. Den 22 maj 1762 slöts freden, och de undertecknade makterna förband sig att återgå till gränsdragningarna före krigets utbrott.
Freden undertecknades för Sverige av Adolf Fredrik von Olthof och för Preussen av Jean Jules de Hecht.
Freden ratificerades av Preussen den 29 maj 1762 och av Sverige den 3 juni 1762.